# CHIP

Coperta revistei CHIP din ianuarie 2009

CHIP este o revistă de calculatoare și comunicații publicată de CHIP Holding (deținută de grupul de media german Hubert Burda Media) în 15 țări din Europa și Asia.

## CHIP în România
Revista este prezentă și în România din anul 1991, când Editura Bădescu obține de la Vogel Media International Germania licența pentru tipărirea revistei CHIP COMPUTER MAGAZIN. Din anul 1996, revista este tipărită full color și apare lunar. În 2001, CHIP Computer Magazin devine CHIP Computer & Communications, acoperind într-o măsură mai mare domeniul comunicațiilor.
În martie 2009, grupul de media Hubert Burda Medien a vândut pachetul de 60% deținut în cadrul companiei locale Vogel Burda Communications, editor al revistelor CHIP și Level, către partenerul român Dan Bădescu.